# Манжен, Луи Александр
Луи Александр Манжен (фр. Louis Alexandre Mangin; 8 ноября 1852, Париж, Франция — 27 июня 1937, Тиверваль-Гриньон, Ивелин, Франция) — французский ботаник и миколог.
Член (с 1909) и президент (в 1929) Парижской академии наук.

## Биография
Родился Луи Манжен 8 ноября 1852 года в Париже. С 1873 по 1881 год занимает должность профессора лицея в Нанси, с 1881 по 1904 год занимает должность лицея в Луи-де-Гранде, с 1904 по 1931 год работал в музее естественной истории в Париже, при этом с 1920 года занимал должность директора. С 1931 года вышел на пенсию и остаток своей жизни провёл в Тиверваль-Гриньоне.
Скончался Луи Манжен 27 июня 1937 года в Тиверталь-Гриньоне.

## Научные работы
Основные научные работы посвящены физиологии, анатомии, цитологии и патологии растений.
- 1890 — Открыл каллозу и изучил её химические особенности
- Внёс ясность в вопрос о строении оболочек растительных клеток.
- Изучал фотосинтез и дыхание растений с помощью сконструированного им прибора.
- Исследовал болезни культурных растений — зерновых, каштана, винограда.

## Членство в обществах
- Основатель общества фитопатологии и сельскохозяйственной энтомологии Франции (1914).

## Избранные научные труды и литература
- 1883 — Учебник «Основы ботаники».
- 1885 — Учебник «Анатомия и физиология растений».

## Известные цитаты Луи Манжена
- «Как бы человек не старался выучить собак истреблять людей, он никогда не достигнет того, что это животное сделается таким же испорченным существом, как и он сам»[9].

## Список использованной литературы
- Биологи. Биографический справочник, 1984